# ژوائو آراخو (بازیکن فوتبال)
ژوائو پائولو دا سیلوا آراخو (به پرتغالی: João Paulo da Silva Araújo) مهاجم اهل برزیل است که در شهر ناتال و در تاریخ ۲ ژوئن ۱۹۸۸ به دنیا آمده‌است. ژوائو آراخو در تیم‌های فوتبال ABC سابقهٔ حضور دارد.